# Georg Gottfrid Törnquist
Georg Gottfrid Törnquist, född 23 maj 1846 i Stockholm, död 15 juli 1907 i Stockholm, var en svensk skådespelare.
Törnquist blev student 1868 och debuterade 1870 på Dramatiska teatern samt var anställd där 1871–1872, vid Svenska teatern i Helsingfors 1872–1875, efter ett års studieresa till Paris ånyo vid Dramatiska teatern 1876–1889, 1891–1892 och 1899–1902, varefter han var förste regissör och sceninstruktör vid kungliga operan 1902–1903. Hans rollframställningar var fina och vårdade, men föga saftiga; här kan nämnas hans "Sullivan Maxime" i En fattig ung mans äventyr, "Vladimir" i Danicheffarna, "Osvald" i Gengångare, "André" i Dora, "Severo Torelli" och "Masham" i Ett glas vatten.